# Tadeusz Gunia
Tadeusz Henryk Gunia (ur. 14 lipca 1928 w Palikówce koło Rzeszowa, zm. 11 sierpnia 2015 we Wrocławiu) – polski geolog i paleontolog.

## Życiorys
Był uczniem Józefa Zwierzyckiego. Jego kariera zawodowa była związana z Uniwersytetem Wrocławskim. Doktorat uzyskał w 1959, a habilitację w 1970; mianowany profesorem nadzwyczajnym w 1980, profesorem zwyczajnym w 1985. Pełnił funkcje kierownika Zakładu Geologii Stratygraficznej oraz dziekana i prodziekana Wydziału Nauk Przyrodniczych UWr. W latach 1993–1999 był kierownikiem Muzeum Geologicznego im. Henryka Teisseyre. Członek Komitetu Nauk Geologicznych PAN. Od 1974 do 1977 pełnił funkcję I sekretarza Komitetu Uczelnianego Polskiej Zjednoczonej Partii Robotniczej.
Odznaczony Krzyżem Kawalerskim Orderu Odrodzenia Polski, Odznaką 1000-lecia Państwa Polskiego i Złotą Odznaką Zasłużonego dla Województwa Wrocławskiego i Miasta Wrocławia.
Syn Antoniego i Stefanii. Pochowany na cmentarzu parafialnym przy al. Brzozowej w Świdnicy.

## Osiągnięcia naukowe
Tadeusz Gunia zajmował się stratygrafią Sudetów, przedstawiając pierwsze poprawne (paleozoiczne) datowania niektórych utworów skalnych, uważanych uprzednio za prekambryjskie. Opisał fauny dewońskie Depresji Świebodzic i innych obszarów w Sudetach oraz mikroflorę paleozoiczną z okolic Nowego Waliszowa w Kotlinie Kłodzkiej.

## Upamiętnienie
Na jego cześć nazwano Dicotylophyllum thaddaei-guniae Halamski & J.Kvaček, gatunek rośliny kredowej (koniackiej), znany z liści znalezionych w Idzikowie w Kotlinie Kłodzkiej.